# Episinus angulatus
Episinus angulatus là một loài nhện trong họ Theridiidae. Chúng được John Blackwall miêu tả năm 1836.